# WrestleMania XXV
WrestleMania XXV var den 25. udgave af pay-per-view-showet WrestleMania produceret af World Wrestling Entertainment (WWE). Det fandt sted 5. april 2009 fra Reliant Stadium i Houston, Texas i USA, hvor der var 72.744 tilskuere. Der var anden gang, at WrestleMania bliver afholdt i Texas (første gang var WrestleMania X-Seven i 2001). 
Showets main event var en VM-titelkamp om WWE Championship mellem den regerende verdensmester Triple H og Randy Orton. Derudover blev WWE's anden VM-titel, WWE World Heavyweight Championship, forsvaret tidligere samme aften i en triple threat match mellem den regerende verdensmester Edge, Big Show og John Cena. Derudover var der også programsat en række andre kampe, bl.a. The Undertaker mod Shawn Michaels og den årlige money in the bank ladder match, hvor otte wrestlere kæmper om chancen for en VM-titelkamp senere på året. 

## Resultater
- CM Punk besejrede Kane, Mark Henry (med Tony Atlas), Montel Vontavious Porter, Shelton Benjamin, Kofi Kingston, Christian og Finlay (med Hornswoggle) i en money in the bank ladder match
  - Det var andet år i træk, at CM Punk vandt denne kamp. Han vandt dermed muligheden for en VM-titelkamp inden for det næste år.
- Santina Marella vandt en battle royal
  - Santina Marella (Santino Marella klædt ud som kvinde) vandt en battle royal bestående af 25 nuværende og tidligere kvindelige wrestlere.
  - De 25 deltagere var Alicia Fox, Brie Bella, Eve, Gail Kim, Jillian, Joy Giovanni, Katie Lea Burchill, Kelly Kelly, Layla, Maria, Maryse, Michelle McCool, Mickie James, Miss Jackie, Molly Holly, Natalya, Nikki Bella, Rosa Mendes, Santina Marella, Sunny, Tiffany, Torrie Wilson og Victoria
- Chris Jericho besejrede Roddy Piper, Ricky Steamboat og Jimmy Snuka (med Ric Flair) i en handicap match
- Matt Hardy besejrede Jeff Hardy i en extreme rules match
- WWE Intercontinental Championship: Rey Mysterio besejrede John "Bradshaw" Layfield
  - JBL trak sig efterfølgende tilbage fra wrestling.
- The Undertaker besejrede Shawn Michaels
- World Heavyweight Championship: John Cena besejrede Edge og Big Show i en triple threat match
- WWE Championship: Triple H besejrede Randy Orton